# Nasza Służba
Nasza Służba – czasopismo wydawane od 1992 roku przez Ordynariat Polowy Wojska Polskiego. Adresowane jest głównie do żołnierzy i członków ich rodzin oraz funkcjonariuszy pozostałych służb mundurowych. Miesięcznik zawiera rozważania religijne, nauczanie papieskie, listy pasterskie biskupów polowych, wspomnienia historyczne, a także biografie zasłużonych dla wojska kapelanów wojskowych. Zamieszczone są także relacje z uroczystości religijnych odbywających się w poszczególnych garnizonach.

## Redaktorzy naczelni
- 1992 - ks. Waldemar Irek
- 1992–1995 - ks.kpt. Antoni Gorzand
- 1995–2001 - ks.płk. Tadeusz Płoski
- 2001–2004 - ks.płk Krzysztof Wylężek
- 2004–2007 - płk dr Adam Mazur
- 2007–2012 - ks.płk Krzysztof Wylężek
- od 1 marca 2012 - Krzysztof Stępkowski